# Pilin León
Pilin León (nascida Carmen Josefina León Crespo; Maracay, 19 de maio de 1963) é uma modelo e rainha da beleza da Venezuela que venceu o Miss Mundo 1981, realizado no Royal Albert Hall, em Londres.
Ela foi coroada aos 18 anos de idade, sendo a segunda de seu país a vencer este concurso.

## Biografia
Na infância, teve uma vida bastante familiar, com os pais, avós e cercada de primos, recordou ela em 2018. "As minhas lembranças da infância são as mais bonitas." Ela também contou que o pai a ensinou a ler e contar quando ainda estava na pré-escola.
É dona de casa e se dedica a trabalhos sociais, principalmente em favor dos venezuelanos no exílio. Ajudou a fundar e é presidente da Fundación Venezolanos en Barranquilla. Também ajuda internas Centro de Reclusión El Buen Pastor, ambas instituições de Barranquila, na Colômbia, onde ela mora com o marido, o engenheiro civil Teodoro Pérez, desde 2009.
Tem três filhos homens e uma neta e sua canção favorita é Yesterday, dos Beatles.

## Participação em concursos de beleza
"Nunca me considerei bonita", disse ao Vero Símiles em 2018. 
Ela foi apresentada a Osmel aos 16 anos, durante um curso de modelagem e etiqueta oferecido por Josefina Torres, da Charmante. Segundo Pilin, foi ele que convenceu seus pais a deixá-la participar do Miss Venezuela.
Miss Venezuela
No Miss Venezuela 1981, Pilin ficou em segundo lugar, o que lhe deu o direito de ir ao Miss Mundo naquele ano. 
Miss Mundo
Pilín venceu o Miss Mundo 1981 em 12 de novembro de 1981 ao derrotar outras 66 candidatas. Sua vice foi a Miss Colômbia, Nini Johanna Soto.  

## Vida após os concursos
Após ser Miss Mundo, ela trabalhou na TV, mas preferiu se retirar da cena pública. Em 2018 ela disse ao Vero Símiles, ao ser perguntada como se leva a vida após ser famosa no mundo todo, que "nunca busquei a fama, então sobrevivi muito bem".

### Posições políticas
Casada com um empresário do ramo da Engenharia, em 2002 criticou o governo de Hugo Chávez, cujas políticas afetavam a empresa, logo após o então presidente tomar um navio petroleiro nomeado em sua homenagem. "O ‘Pilín León’  foi o o navio símbolo da greve petroleira que foi tomado à força pelo governo, que prendeu a tripulação. Este feito me serviu de plataforma para assentar minha posição frente ao que se passava no país e que quase ninguém sabia neste momento. Fui testemunha de como Chávez se apoderou de tudo que pode",  disse ela na época, segundo o El Tiempo.
Mora em Barranquila, na Colômbia, desde 2009, onde ajuda venezuelanos migrantes, e em 2013, após a morte de Chávez, apoiou Henrique Capriles como candidato à presidência.
Na Colômbia, é uma das fundadoras e atual presidente da Fundación Venezolanos en Barranquilla. "Sou feliz ajudando os outros", disse.